# Pseudotorynorrhina japonica
Pseudotorynorrhina japonica är en skalbaggsart som beskrevs av Frederick William Hope 1841. Pseudotorynorrhina japonica ingår i släktet Pseudotorynorrhina och familjen Cetoniidae. Utöver nominatformen finns också underarten P. j. tonkiniana.

## Bildgalleri

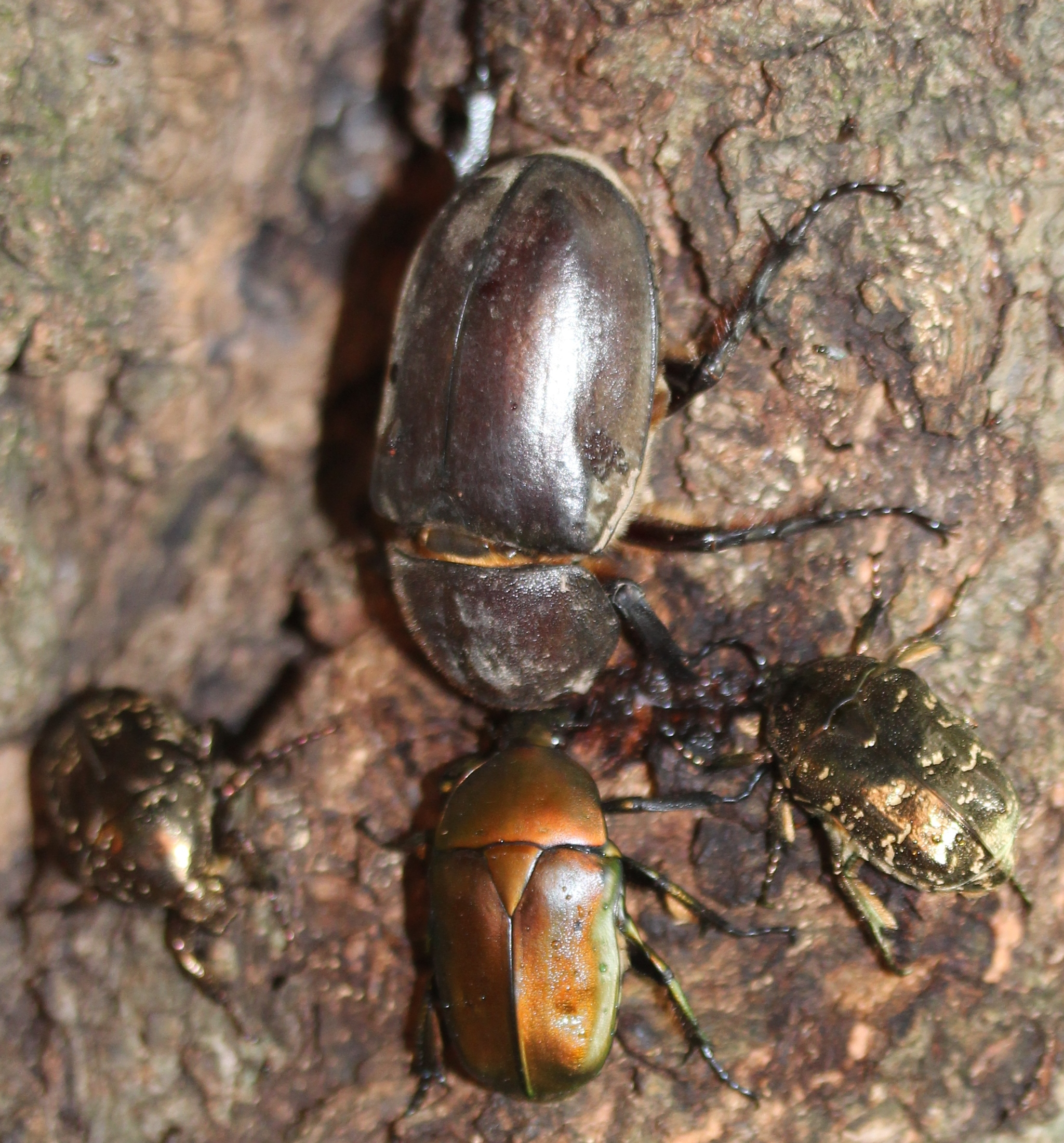